# فرانك إيتون
فرانك إيتون (بالإنجليزية: Frank Eaton)‏ هو راعي البقر أمريكي، ولد في 26 أكتوبر 1860 في هارتفورد في الولايات المتحدة، وتوفي في 8 أبريل 1958 في بيركينز في الولايات المتحدة.